# Jewgienij Iwannikow
Jewgienij Walerjewicz Iwannikow, ros. Евгений Валерьевич Иванников (ur. 29 kwietnia 1991 w Leningradzie) – rosyjski hokeista.
Jego ojciec Walerij (ur. 1967) także był bramkarzem hokejowym.

## Kariera
- SKA Sankt Petersburg 2 (2006-2008)
- SKA-1946 Sankt Petersburg (2009-2012)
- HK WMF SKA Sankt Petersburg (2011-2013)
- Admirał Władywostok (2013-2014)
- SKA Sankt Petersburg (2014)
- Łada Togliatti (2014-2015)
- SKA Sankt Petersburg (2015)
- Spartak Moskwa (2015-2016)
- SKA Sankt Petersburg (2016/2017)
  -  SKA-Niewa (2016-2017)
- Łada Togliatti (2017-2018)
- Jugra Chanty-Mansyjsk (2018-2020)
- Nieftiechimik Niżniekamsk (2020-2021)
- Iżstal Iżewsk (2020-2021)
- MHk 32 Liptovský Mikuláš (2021-2022)
- SKA-Niewa (2022-)

Wychowanek SKA Sankt Petersburg. Grał kolejno w zespole rezerwowym, drużynie juniorskiej w lidze MHL, w zespole farmerskim w WHL, lecz nie zadebiutował w pierwszej drużynie. Od czerwca 2013 zawodnik Admirała Władywostok, gdzie trafił w wyniku wyboru zawodników z innych drużyn KHL. Od połowy 2014 ponownie zawodnik SKA. Od końca grudnia 2014 zawodnik Łady Togliatti, w toku wymiany za Ilję Jeżowa. Od maja 2015 ponownie zawodnik SKA. Od lipca 2015 zawodnik Spartaka Moskwa. Od czerwca 2016 ponownie zawodnik SKA. Od czerwca 2017 ponownie zawodnik Łady. W maju 2018 powrócił do SKA, skąd po kilku dniach został przetransferowany do Jugry Chanty-Mansyjsk. W czerwcu 2019 przedłużył tam kontrakt o rok. W połowie 2020 przeszedł do Nieftiechimika Niżniekamsk. Tam w kwietniu 2021 przedłużył umowę. W grudniu 2021 przeszedł do słowackiego zespołu MHk 32 Liptovský Mikuláš. Pod koniec grudnia 2022 podpisał dwutorowy kontrakt ze SKA Sankt Petersburg i został przekazany do SKA-Niewa.